# الاستعمار الفرنسي في الوطن العربي

## استعمار الجزائر
اتخذ الفرنسيون من حادثة المروحة حجة لاحتلال الجزائر, فأرسلوا حملة حاصرت العاصمة الجزائرية وأمطرتها بالقنابل واضطر الداي للتسليم في 1830 م. وبذلك وقعت الجزائر تحت الاستعمار الفرنسي. استمر هذا الاحتلال الاستيطاني قرن و 32 سنة إلى غاية 1962.
إن الجزائر كانت شوكة في حلق فرنسا منذ سنين ولما تأزم عليها الوضع في إمبراطوريتها وطالبت الجزائر بديون بكري وبالتالي عجز هذه التأخيرة عن الدفع احتجت بدعوي ضرب بريق فرنسا واعتبرتها إهانة الملك تشارل العاشر

## استعمار تونس
ادّعت فرنسا أن بعض القبائل التونسية تغير على الحدود الجزائرية, فاحتلت تونس وأجبرت الباي على توقيع معاهدة باردو سنة 1881م و هي معاهدة حوّلت تونس إلى حماية, وبعدها معاهدة المرسى. استقلت تونس عام 1956 بعد جهود دبلوماسية و مقاومة عسكرية.

## استعمار المغرب
انتهزت فرنسا فرصة قيام بعض القبائل بالثورة على السلطان عبد الحفيظ فأرسلت قوة عسكرية دخلت فاس عاصمة المغرب آنذاك وفي عام 1912 م, عقدت معاهدة مع السلطان أصبحت بموجبها المغرب تحت الحماية الفرنسية باستثناء منطقة الشمال و الجنوب المغربي فقد وقع تحت الحماية الإسبانية. وكان الاستقلال عام 1956.

## استعمار جيبوتي
تسللت فرنسا إلى جيبوتي تحت ستار التجارة وكانت البداية عندما اشترت ميناء أوبوك سنة 1862 م ليكون مركزا تجاريا لها, لكنها لم تلبث أن استولت على ميناء جيبوتي عام 1884. وكان الاستقلال عام 1977.

## استعمار سوريا
بعد أن صدرت قرارات مؤتمر سان ريمو وجهت فرنسا إنذارا إلى الملك فيصل بن الحسين ملك سوريا تطلب فيه قبول الانتداب الفرنسي وتسريح الجيش السوري خلال 48 ساعة, وقبل أن تنتهي المدة اندفعت القوات الفرنسية وهزمت القوات السورية التي كان يقودها يوسف العظمة في معركة ميسلون واحتلت دمشق سنة 1920, ثم بقية المدن السورية.